# Hapi (bůh záplav)
| H | a · p · y |

| N36 |

| H | a · p · y |

| N36 |

Hapi, zobrazen jako pár postav se symboly Horního a Dolního Egypta

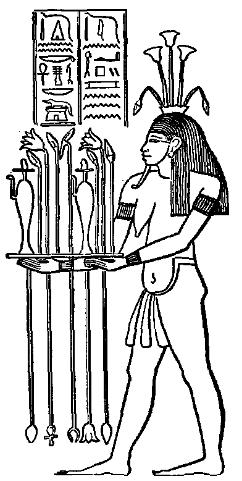

Hapi, v české transkripci též Hopej, byl staroegyptským bohem záplav a úrodnosti. Jeho každoroční záplavy na řece Nil přinášely do polí úrodné bahno, které bylo důležité pro bohatou úrodu. Jeho jméno znamená v překladu „plynoucí“, což pravděpodobně odkazuje na řeku Nil, která se podle mnohých v předdynastické době mohla jmenovat právě Hapi. Právě proto je někdy nesprávně označován jako bůh Nilu, avšak Hapi byl bohem všech záplav. Hapi byl také nazýván jako „Pán ryb a vodních ptáků“ nebo „Pán řeky přinášející vegetaci“. Hapi je typicky zobrazován jako muž s dlouhými vlasy, falešným vousem, bederní rouškou, velkým břichem a prsy, které znázorňovaly plodnost Nilu. Jeho kůže měla modrou nebo zelenou barvu připomínající vodu.
Ostatní součásti jeho zobrazení se měnily v závislosti na regionu. V Dolním Egyptě byl vyzdoben rostlinami papyrusu a doprovázen žábami, které se v daném regionu vyskytovaly a byly jeho symbolem. Zatímco v Horním Egyptě byl zobrazován s rostlinou lotosu a krokodýly. Hapi byl často zobrazen jak nese jídlo či vylévá vodu z amfory. Velmi zřídka byl vyobrazen jako hroch.
Při párování božstev se začal Hapi objevovat s manželkou jménem Meret (v překladu „milovaná“). Mnohem častěji však byla za jeho manželku považována ochranná bohyně země: v Horním Egyptě to byla Nechbet a v Dolním Egyptě Vadžet. V pozdějších dobách mu byla za manželku přisouzena Naunet.
Nilské záplavy byly někdy nazývané jako „Hapiho příchod“. Díky úrodnosti, kterou zajišťoval, byl často nazýván „otcem bohů“ a byl považovaný za pečujícího otce, který pomáhá ve vesmíru udržet rovnováhu. Rovněž byl brán jako „přítel Geba“, egyptského boha země.
Věřilo se, že Hapi žije v jeskyni u pramene Nilu, který se podle původních domněnek nacházel blízko Asuánu. Kult Hapiho byl uctíván hlavně v místech prvního kataraktu – na ostrově Elefantina. Zdejší kněží prováděli rituály, aby zajistili každoroční úrodné záplavy. Právě na Elefantině se nacházel nilometr, kterým kněží sledovali, jak silné záplavy budou.
Během 19. dynastie byl Hapi často zobrazován jako pár postav, které drží stonek dvou rostlin (reprezentují Dolní a Horní Egypt – papyrus a lotos) a společně ho vážou kolem hieroglyfu znamenajícího „sjednocení“. Tato symbolika je často zobrazována na podstavcích sedících soch faraonů.